# شاه‌مرغ نوک‌کلفت
شاه‌مرغ نوک‌کلفت (نام علمی: Tyrannus crassirostris) نام یک گونه از سرده شاه‌مرغ است.